# Marty Walsh

Eugene Scalia
Martin Joseph Walsh (ur. 10 listopada 1967 w Bostonie) – amerykański polityk, burmistrz Bostonu (2014–2021), sekretarz pracy Stanów Zjednoczonych (2021–2023).

## Życiorys
Urodził się w Bostonie, w dzielnicy Dorchester, w rodzinie imigrantów z Irlandii. W wieku 21 lat dołączył do związku zawodowego Laborers’ Union Local 223. W swojej karierze zawodowej pracował jako działacz związków zawodowych, był liderem związku zawodowego elektryków i metalowców w Bostonie. W 1997 roku wygrał wybory do Izby Reprezentantów stanu Massachusetts. Zasiadał w Izbie do 2014 roku. W 2009 roku ukończył studia wyższe w Boston College.
W 2013 roku wystartował w wyborach na burmistrza Bostonu. Zwyciężył w wyborach, zdobył 51% głosów, przy frekwencji 40%. W 2017 uzyskał reelekcję na stanowisko burmistrza miasta, zdobył 66% głosów przy frekwencji 27%.